# Seznam indijskih hokejistov na travi
Seznam indijskih hokejistov.

## D
- Dhanraj Pillay
- Dhyan Chand

## P
- Pargat Singh